# Niphargus plateaui
Niphargus plateaui is een vlokreeftensoort uit de familie van de Niphargidae. De wetenschappelijke naam van de soort is voor het eerst geldig gepubliceerd in 1901 door Chevreux.